# Società per le missioni estere degli Stati Uniti d'America
La Società per le missioni estere degli Stati Uniti d'America, o di Maryknoll (in latino Societas de Maryknoll pro missionibus exteris, in inglese The Catholic Foreign Mission Society of America), è una società clericale di vita apostolica di diritto pontificio: i sodali della compagnia pospongono al loro nome la sigla M.M.

## Storia

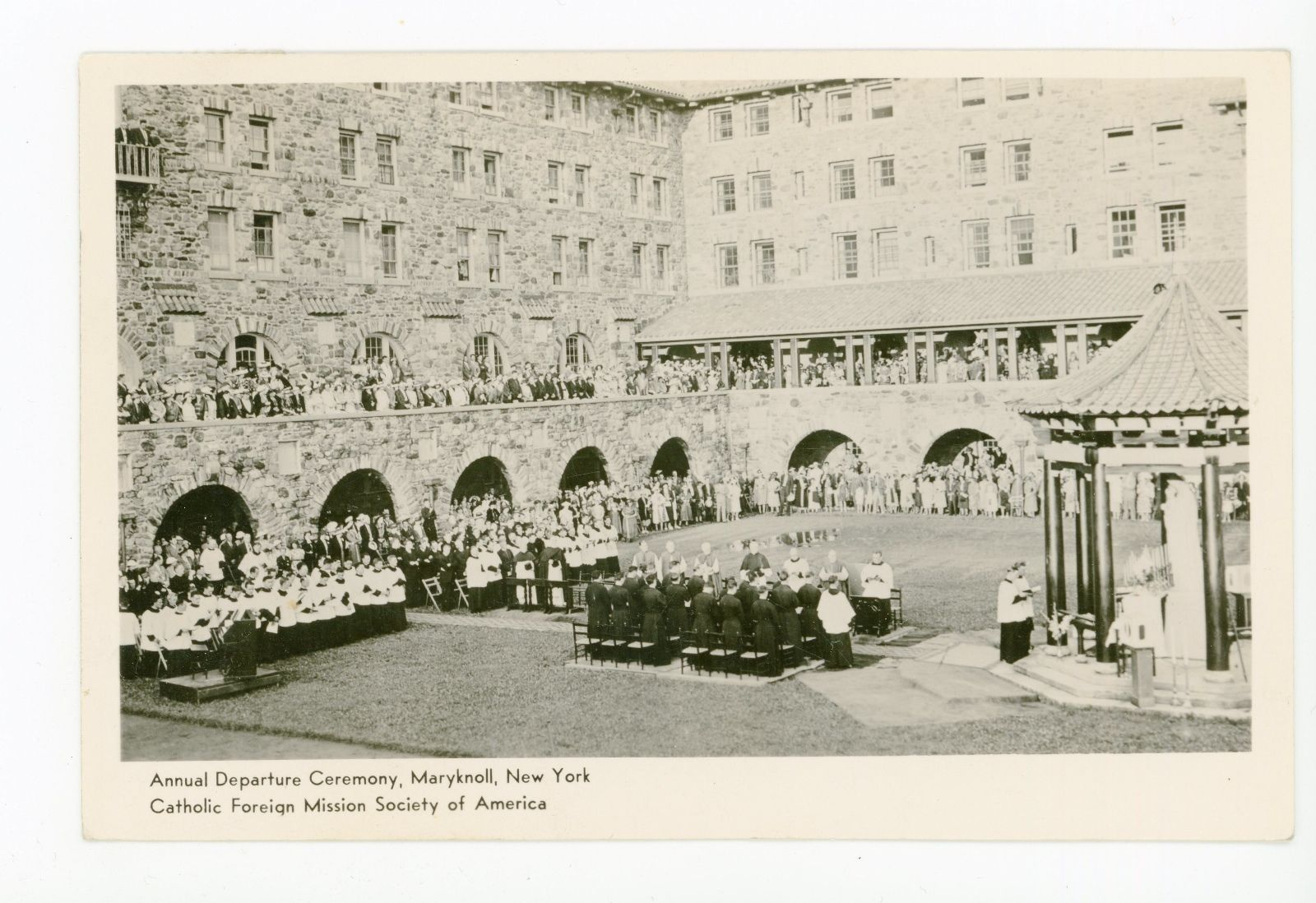
Maryknoll nell'1942.

La congregazione sorse a opera di James Anthony Walsh (1867-1936), direttore della società di propaganda fide dell'arcidiocesi di Boston e direttore della rivista missionaria The field afar, e di Thomas Frederick Price (1860-1919), che aveva svolto opera di apostolato missionario presso i protestanti della Carolina del Nord: i due si conobbero nel 1904 a Washington e si incontrarono nuovamente nel 1910, in occasione del congresso eucaristico internazionale di Montréal, quando iniziarono a pensare alla fondazione di una società missionara statunitense.
Walsh e Price avanzarono la loro proposta all'arcivescovo di Boston William Henry O'Connell che nel 1911 presentò il progetto all'assemblea annuale dei vescovi statunitensi. I vescovi inviarono i due sacerdoti a Roma per ottenere la benedizione papale dell'iniziativa: il cardinale Girolamo Maria Gotti, prefetto della congregazione di Propaganda Fide, concesse il nihil obstat per l'erezione della società il 29 giugno 1911.
Il primo seminario della società venne aperto a Hawthorne: in seguito la sede venne trasferita a Ossining (New York), nella tenuta di Sunset Hill, ribattezzata Maryknoll (ovvero "collina di Maria"). La loro prima missione fu creata da Francis Xavier Ford a Jiangmen, presso Canton.
La società di Maryknoll ricevette il pontificio decreto di lode il 15 luglio 1915 e le sue costituzioni vennero approvate definitivamente dalla Santa Sede il 7 maggio 1930.

## Attività e diffusione
Giuridicamente la società dipende dalla Congregazione per l'evangelizzazione dei popoli; il suo scopo è quello di reclutare e formare missionari statunitensi e supportarli nel loro apostolato.
Sono presenti in Africa (Egitto, Kenya, Mozambico, Tanzania), nelle Americhe (Bolivia, Brasile, Cile, El Salvador, Guatemala, Honduras, Messico, Nicaragua, Perù, Stati Uniti d'America), in Asia (Bangladesh, Cambogia, Corea del Sud, Filippine, Giappone, Indonesia, Nepal, Russia, Taiwan, Thailandia, Vietnam) e a Roma; la sede generalizia è a Maryknoll, presso New York.
Alla fine del 2005 la Società di Maryknoll contava 30 case e 497 membri, 429 dei quali sacerdoti.